# Triatló als Jocs Olímpics d'estiu de 2020 - Relleus mixts
El triatló de relleus mixts als Jocs Olímpics d'Estiu de 2020 van tenir lloc al Odaiba Marine Park de Tòquio el 31 de juliol de 2021.
L'esdeveniment per equips mixts va comptar amb equips de quatre (dos homes i dues dones). Cada atleta va realitzar un triatló de 300 m de natació, 8 km de bicicleta i una cursa de 2 km en format relleus.

## Results
| Posició | Nació              | Triatletes                                                               | Natació | Ciclisme | Córrer | Temps total | Diferència |
| ------- | ------------------ | ------------------------------------------------------------------------ | ------- | -------- | ------ | ----------- | ---------- |
| 1       | Regne Unit         | Jessica Learmonth Jonathan Brownlee Georgia Taylor-Brown Alex Yee        | 16:13   | 39:57    | 23:14  | 1:23:41     | __         |
| 2       | Estats Units       | Katie Zaferes Kevin McDowell Taylor Knibb Morgan Pearson                 | 16:28   | 39:26    | 23:31  | 1:23:55     | +0:14      |
| 3       | França             | Léonie Périault Dorian Coninx Cassandre Beaugrand Vincent Luis           | 16:35   | 39:51    | 23:21  | 1:24:04     | +0:23      |
| 4       | Països Baixos      | Rachel Klamer Marco Van Der Stel Maya Kingma Jorik Van Egdom             | 16:27   | 39:44    | 23:50  | 1:24:34     | +0:53      |
| 5       | Bèlgica            | Claire Michel Marten Van Riel Valérie Barthelemy Jelle Geens             | 16:25   | 39:57    | 23:51  | 1:24:36     | +0:55      |
| 6       | Alemanya           | Laura Lindemann Jonas Schomburg Anabel Knoll Justus Nieschlag            |         |          |        | 1:24:40     | +0:59      |
| 7       | Suïssa             | Jolanda Annen Andrea Salvisberg Nicola Spirig Max Studer                 |         |          |        | 1:25:27     | +1:46      |
| 8       | Itàlia             | Verena Steinhauser Gianluca Pozzatti Alice Betto Delian Stateff          |         |          |        | 1:26:23     | +2:42      |
| 9       | Austràlia          | Ashleigh Gentle Matthew Hauser Emma Jeffcoat Jacob Birtwhistle           |         |          |        | 1:26:27     | +2:46      |
| 10      | Espanya            | Anna Godoy Fernando Alarza Miriam Casillas Mario Mola                    |         |          |        | 1:26:31     | +2:50      |
| 11      | Hongria            | Zsanett Bragmayer Bence Bicsák Zsófia Kovács Tamás Tóth                  |         |          |        | 1:26:43     | +3:02      |
| 12      | Nova Zelanda       | Ainsley Thorpe Tayler Reid Nicole van der Kaay Hayden Wilde              |         |          |        | 1:26:53     | +3:12      |
| 13      | Japó               | Yuko Takahashi Kenji Nener Niina Kishimoto Makoto Odakura                |         |          |        | 1:27:02     | +3:21      |
| 14      | Comitè Olímpic Rus | Alexandra Razarenova Dmitry Polyanski Anastasia Gorbunova Igor Polyanski |         |          |        | 1:27:13     | +3:32      |
| 15      | Canadà             | Amélie Kretz Matthew Sharpe Joanna Brown Alexis Lepage                   |         |          |        | 1:27:21     | +3:40      |
| 16      | Mèxic              | Cecilia Pérez Crisanto Grajales Claudia Rivas Irving Pérez               |         |          |        | 1:28:53     | +5:12      |
| 17      | Àustria            | Julia Hauser Alois Knabl Lisa Perterer Lukas Hollaus                     |         |          |        |             | DNS        |